# Jean Delatour (equipa ciclista)
A Jean Delatour (código UCI: DEL) foi uma equipa ciclista francêsa, patrocinada pela empresa Jean Delatour, que correu um total de quatro temporadas (2000-2003). Posteriormente passou a chamar-se R.A.G.T. Semences (código UCI: RAG) denominação na que permaneceu durante duas temporadas (2004 e 2005).

## História

### Jean Delatour
A equipa participou em três edições do Tour de France (2001-2003), nas quais conseguiu duas vitórias de etapa: uma em 2002 com Patrice Halgand, e outra em 2003 com Jean-Patrick Nazon nos Campos Elísios de Paris, pelo que um ciclista francês da equipa ganhou a última etapa do Tour na que participou a formação gala.

### R.A.G.T. Semences
Em 2004 a equipa passou a chamar-se R.A.G.T. Sémences-MG Rover.

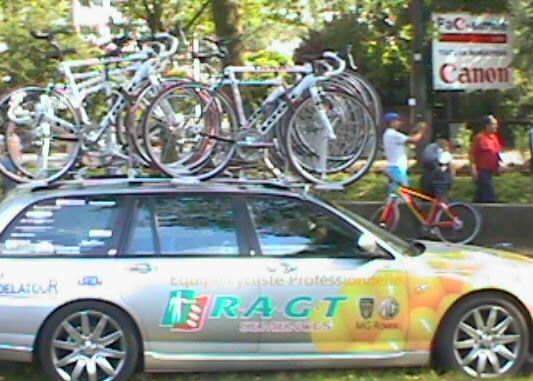
Carro da equipa RAGT Semences.

Já na sua última temporada, sem o co-patrocínio da MG Rover, ficaram fora do Tour de France.

## Corredor melhor classificado nas Grandes Voltas
| Ano  | Giro d'Italia | Tour de France        | Volta a Espanha       |
| ---- | ------------- | --------------------- | --------------------- |
| 2000 | -             | -                     | 32.º Laurent Brochard |
| 2001 | -             | 23.º Laurent Brochard | -                     |
| 2002 | -             | 17.º Stéphane Goubert | -                     |
| 2003 | -             | 31.º Stéphane Goubert | -                     |
| 2004 | -             | 71.º Sylvain Calzati  | -                     |
| 2005 | -             | -                     | -                     |

## Material ciclista
Nas suas duas primeiras temporadas utilizou bicicletas Cyfac, as duas seguintes (2002-2003) utilizou bicicletas Scott, em 2004 Look e a última (2005) MBK.

## Classificações UCI
A partir de 1999 e até 2004 a UCI estabeleceu uma classificação por equipas divididas em três categorias (primeira, segunda e terceira). A classificação da equipa e do seu ciclista mais destacado foi a seguinte:
| Ano  | Categoria | Classificação por equipas | Melhor corredor na classificação individual | Posição |
| 2000 | Segunda   | 4º                        | Laurent Brochard                            | 24º     |
| 2001 | Segunda   | 3º                        | Patrice Halgand                             | 44º     |
| 2002 | Primeira  | 23º                       | Laurent Brochard                            | 25º     |
| 2003 | Primeira  | 25º                       | Patrice Halgand                             | 71º     |
| 2004 | Primeira  | 30º (último)              | Frédéric Finot                              | 355º    |

A partir de 2005 a UCI instaurou os Circuitos Continentais UCI, onde a equipa participou no seu último ano em activo, registado dentro do UCI Europe Tour. Estando unicamente na classificação do UCI Europe Tour Ranking. As classificações da equipa e do seu ciclista mais destacado são as seguintes:
| Temporada          | Classificação por equipas | Melhor corredor na classificação individual | Posição |
| 2005 (Europe Tour) | 34º                       | Christophe Rinero                           | 133º    |

## Palmarés
Para anos anteriores, veja-se Palmarés do Jean Delatour

## Elenco
Para anos anteriores, veja-se Elencos do Jean Delatour

### Principais Corredores
| - Yuriy Krivtsov - Jean-Patrick Nazon - Laurent Brochard - Patrice Halgand - Bruno Thibout - David Lefèvre - Frédéric Bessy - Christophe Edaleine - Christophe Oriol - Samuel Plouhinec | - Frédéric Finot - Laurent Lefèvre - Francisque Teyssier - Gilles Bouvard - Christophe Bassons - Eddy Lembo - Cyril Dessel - Laurent Roux - Samuel Dumoulin - Eddy Seigneur | - Hubert Dupont - Guillaume Auger - Éric Berthou - Kevyn Ista - Sébastien Minard - Christophe Laurent - Yoann Le Boulanger - Émilien-Benoît Bergès - Christophe Rinero - Sébastien Joly |